# Hugo de Senger
Franz Ludwig Hugo de Senger (13. September 1835 in Nördlingen –  18. Januar 1892 in Genf) war ein deutscher Komponist, Dirigent und Musikpädagoge.

## Leben
Seine Eltern waren der Jurist Franz Ludwig Rigel und dessen Frau Clementine Boeck.
Nachdem Senger ein Jurastudium in München und Leipzig abgeschlossen hatte, begann er ein Klavier- und Kompositionsstudium am Konservatorium Leipzig.
Von 1861 bis 1865 dirigierte er am Stadttheater St. Gallen, von 1865 bis 1866 am Stadttheater Zürich und von 1866 bis 1869 das Orchestre de la Ville et de Beau-Rivage in Lausanne. 
In den Jahren von 1869 bis 1871 und 1874 bis 1880 war er der Dirigent der neugegründeten Société des concerts symphoniques. 
Er war mehrfach verheiratet. Seine erste Frau war Elisabeth Friedericke Helene von Schmetzer, anschließend heiratete er Eliza Clementine Vaughan (* 1837).
1879 heiratet er Mathilde Trampedach, die drei Jahre zuvor mit ihrer jüngeren Schwester nach Genf gekommen war, um bei ihm Klavier zu studieren. Auf Mathilde Trampedach hatte zuvor schon Friedrich Nietzsche ein Auge geworfen und lässt ihr am 11. April 1876 durch de Senger einen Heiratsantrag überbringen, den sie jedoch ablehnt, nachdem sie Nietzsche zuvor nur wenige Stunden kennengelernt hatte.
1880 gründete de Senger das Stadtorchester Genf, das er bis zu seinem Tod leitete.
Sein Sohn Alexander von Senger (1880–1968) war Architekt und Architekturtheoretiker in der Schweiz und dem Deutschland des Nationalsozialismus. Sein Enkel ist Harro von Senger (* 1944), ein Schweizer Jurist und Sinologe.